# Haashtag
Haashtag es el sexto álbum de estudio del dúo estadounidense Ha*Ash formado por las hermanas Ashley Grace y Hanna Nicole. Se lanzó el 1 de septiembre de 2022 por la compañía discográfica Sony Music Latin. Este trabajo que celebra sus 20 años de trayectoria, estuvo bajo la dirección de George Noriega, Sebastián Krys y Julio Reyes y contó con la coproducción de Hanna. El disco que cuenta con 11 temas se caracteriza por los géneros pop, country y rock,  además de la balada romántica.
Previamente a su lanzamiento, al igual que su último disco de estudio 30 de febrero (2017), Ha*Ash lanzó 6 canciones de manera anticipada, una menos que en 2017. Cada canción contó con un vídeo musical, siendo solo promocionados como sencillos, «Lo que un hombre debería saber», «Supongo que lo sabes» y «Mi salida contigo». Del mismo modo, para su promoción el dúo se embarcó en la Gira mi salida contigo, que tendrá pasó por Norteamérica, Sudamérica y Centroamérica.

## Antecedentes y desarrollo
Durante la promoción de su quinto álbum 30 de febrero (2017) a causa del embarazo de Hanna, el dúo no agendó más fechas para su gira 100 años contigo, esto sumado a pandemia de conoravirus la banda durante 2020 solo realizó diversas transmisiones en vivo, para compartir con sus seguidores durante la cuarentena, en dichas emisiones, se comentó que ya estaban trabajando en la composición de nuevas canciones para su próximo disco de estudio. En un showcase realizado en agosto de 2020 de ese año para Citibanamex, la banda agregó que estaban en la búsqueda de productores para terminar su nuevo material.
Musicalmente, tras 4 años del lanzamiento de su quinto álbum de estudio, el dúo no publicó nuevas canciones siendo su regresó en 2021 en la colaboración «Fuiste mía» con el dúo argentino MYA. Ese mismo año, forman parte del álbum de covers The Metallica Blacklist, de la banda Metallica, en una versión espanglish del tema «The Unforgiven», y posteriormente, publican el tema «Vencer el pasado» como tema principal de la telenovela homónima de Televisa.
A inicios de marzo de 2022, la cantante Kenia OS publicó una foto en la que mostraba una reunión virtual con Ha*Ash, lo que especuló rumores de una supuesta colaboración, esto sumado a una invitación durante un bloque musical en La Voz donde Ha*Ash eran parte del jurado. Luego de la publicación del sencillo principal del disco «Lo que un hombre debería saber», Hanna comentó que tuvieron que fabricar un mini estudio en su casa para poder trabajar en el álbum, así mismo comentó la dedicación que tuvieron con esta nueva producción durante la pandemia; «Estuvimos año y medio escribiendo este álbum. Aprovechamos el encierro para estar así, componiendo y grabando los temas. Lo hicimos en un estudio de grabación en mi casa. Entonces fue una experiencia padrísima» comentó. El 15 de agosto, la disquera Sony público en iTunes el disco para su preventa, donde se confirmó el nombre, la fecha de lanzamiento, además de que contaría con once temas y una colaboración con Kenia OS.

## Promoción
Como anticipo de su nuevo disco, al igual que su último disco de estudio 30 de febrero (2017), Ha*Ash comenzó a revelar varias canciones como adelanto, publicándose seis de ellas antes del lanzamiento de su nuevo material discográfico, una más que el disco anterior.
El 17 de marzo de 2022 se publicó la primera canción del disco que se lanzó como el sencillo principal «Lo que un hombre debería saber», tema que había sido anunciado 5 días antes. El sencillo se ubicó en la lista de Estados Unidos, Latin Pop Songs en la posición 16, mientras que en México se posicionó en ambas listas Billboard, en Airplay en la ubicación 3 y en Español Airplay en la primera, mientras que en la radio alcanzó el primer lugar. Adicionalmente, el sencillo se adjudicó con la certificación por AMPROFON. Tras la publicación del sencillo principal, anunciaron que irían publicando cada mes nuevas canciones del disco junto con vídeos musicales. La segunda pista publicada fue «Mejor que te acostumbres», tema que incorporó su pop tradicional junto a toques mariachi. Durante las últimas fechas de la gira 100 años contigo el dúo agregó a la lista de canciones ambas canciones para comenzar con las promoción del disco.
A inicios de mayo, la banda lanzó «Serías tú», cuyo título había sido revelado en agosto de 2021 durante un Zoom con sus seguidores y abordó sobre la emoción de ser madre, siendo dedicado a Mathilda, la hija de Hanna, cuya risa formó parte de la canción y apareció en breves escenas del vídeo que lo acompañó. Dos semanas más tarde, se publicó el segundo sencillo «Supongo que lo sabes», cuyo vídeo fue grabado en el Fillmore Miami Beach en Florida y dirigido por Pablo Croce. Dicho sencillo también se ubicó en la primera posición en las radios de México, y a su vez les adjudicó su primera certificación discográfica por parte de la Recording Industry Association of America (RIAA). En julio del mismo año siguiendo con el lanzamiento por mes, se reveló una quinta canción del disco «Si yo fuera tú» junto con su respectivo vídeo.
El 19 de agosto se reveló el sexto tema del disco, titulado «Mi salida contigo» en colaboración con la mexicana Kenia OS, cuyo tema daría nombre a la gira y se estrenaría el 29 del mismo mes. El tema también se posición como número 1 en las radios de México, y les adjudicaría otra certificación por parte de AMPROFON. Una vez publicado el disco, Ha*Ash publicó el vídeo musical del tema «Tenían razón» en noviembre de ese año, cuyo vídeo fue dirigido por Pablo Croce y grabado en Ciudad de México.

### Gira musical
El 11 de julio de 2022, Ha*Ash anunció las primeras fechas de la gira titulada Gira mi salida contigo para la promoción del disco, la cual contaría inicialmente con presentaciones en México entre septiembre y diciembre del mismo año. Posteriormente la banda reveló la etapa por Estados Unidos y Latinoamérica. Con dicha gira, en su primera parte por 2022 y 2023, la banda se presentó por séptima vez en el Auditorio Nacional, superando su récord de 6 conciertos que llevó cabo en dicho recinto con la gira pasada 100 años contigo. Para octubre de 2023, Ha*Ash confirmó su octava y novena presentación en el auditorio.

## Lista de canciones
Créditos adaptados de Apple Music.

| Edición estándar |                                    |                                                                               |                         |          |  |
| N.º              | Título                             | Escritor(es)                                                                  | Director(es)            | Duración |  |
| 1.               | «Lo que un hombre debería saber»   | Ashley Grace · Hanna Nicole · Alejandra Zéguer · Pablo Preciado               | Hanna* · George Noriega | 3:14     |  |
| 2.               | «Si yo fuera tú»                   | Ashley · Hanna · Zéguer · Preciado                                            | Hanna* · Sebastián Krys | 3:25     |  |
| 3.               | «Supongo que lo sabes»             | Ashley · Hanna · José Luis Ortega                                             | Hanna* · Noriega        | 3:56     |  |
| 4.               | «Mi salida contigo» (con Kenia OS) | Ashley · Hanna · Kenia Flores · Edgar Barrera · Alan Saucedo · Sofia Thompson | Hanna* · Noriega        | 2:55     |  |
| 5.               | «Tenían razón»                     | Ashley · Hanna · Zéguer · Preciado                                            | Hanna* · Krys           | 3:13     |  |
| 6.               | «Mejor que te acostumbres»         | Ashley · Hanna · German Duque · Felipe González Abad                          | Hanna* · Noriega        | 3:13     |  |
| 7.               | «Te lo dije»                       | Ashley · Hanna · Preciado                                                     | Hanna* · Julio Reyes    | 3:12     |  |
| 8.               | «Yo nunca nunca»                   | Ashley · Hanna · Raquel Sofía · Stefano Vieni                                 | Hanna* · Noriega        | 2:53     |  |
| 9.               | «Demasiado para ti»                | Ashley · Hanna · Preciado                                                     | Hanna* · Noriega        | 3:08     |  |
| 10.              | «Mi día favorito»                  | Ashley · Hanna · Patricia Cantú · Vieni                                       | Hanna* · Noriega        | 3:32     |  |
| 11.              | «Serías tú»                        | Ashley · Hanna · Zéguer · Preciado                                            | Hanna* · Reyes          | 3:26     |  |

### Formatos
- CD - Edición de un disco con 11 pistas.[1]
- Descarga digital - contiene los once temas de la versión CD.[1]

## Créditos y personal
Créditos adaptados de las notas del álbum.

### Voz e instrumentos
- Ashley Grace: voz (1-11)
- Hanna Nicole: voz (1-11)
- Kenia Os: voz (4)
- Jean Rodríguez: voces de fondo (1, 3, 6)
- Pete Wallace: piano (1, 3-4, 6, 8-10)
- Doug Emery: piano (2)
- Camilo Velandia: guitarra (1, 3-5, 6, 8-10), banjo (4, 8-10)
- David Levita: guitarra (2)
- Pablo De La Loza: bajos (1)
- Davey Farragher: bajos (2)
- George Noriega: bajos (3-4)
- Lee Levin: batería (1-3)
- Matt Calderín: batería (1-6)
- Juan Camilo Escorcia : acordeón (4)
- Julie Almonte: trompeta (6)
- Daniel Uribe: guitarra (7, 11)
- Julio Reyes: piano (7, 11)
- Guillermo Vadalá: bajos (7, 11)
- Aaron Sterling: batería (7, 11)

### Productores y técnicos
- George Noriega: producción (1, 3-4, 6, 8-10), dirección (1, 3-4, 6, 8-10), supervisor musical (1, 3, 6, 8-10), programación (1, 3-4, 6, 8-10), ingeniería de grabación (1, 3-4, 6, 8-10)
- Sebastián Krys: producción (2, 5), ingeniería de mezcla (2, 5), ingeniería de grabación (2, 5)
- Julio Reyes: producción (7; 11), programación (7; 11), ingeniería de mezcla (7; 11)
- Hanna Nicole: coproducción (1-11)
- Jean Rodríguez: producción vocal (1, 3-5, 6-10), ingeniería de grabación (1, 3-5, 6-10)
- Pablo De La Loza: programación (1), ingeniería (1)
- Mike Fuller: ingeniería de masterización (1-2, 4-5, 6, 8-10)
- Javier Garza: ingeniería de mezcla (1-3, 4-5, 6, 8-10)
- Camilo Velandia: ingeniería de grabación (1, 3-4, 6, 8-10)
- Lee Levin: ingeniería de grabación (1, 3-4)
- Daniel Galindo: ingeniería de grabación (2-5)
- Pete Wallace: ingeniería de grabación (3-4, 6, 8-10), programación (4, 6, 8-10)
- Pedro Alfonso: arreglos (5)
- Julie Justine Acosta: ingeniería de grabación (6, 8-10)
- Diego Contento: ingeniería de grabación (6, 8-10)
- Gene Grimaldi: ingeniería de masterización (7-11)
- Natalia Schlesinger: ingeniería de mezcla (7, 11), ingeniería de grabación (7, 11)
- Robin Reumers: ingeniería de mezcla (7, 11), ingeniería de grabación (7, 11)
- Daniela Riaño: programación (7, 11)
- Aaron Sterling: ingeniería de grabación (7, 11)
- Guillermo Vadalá: ingeniería de grabación (7, 11)
- Daniel Uribe: ingeniería de grabación (7, 11)

## Historial de lanzamiento
| País   | Fecha                   | Edición                     | Discográfica      | Ref   |
| ------ | ----------------------- | --------------------------- | ----------------- | ----- |
| Varios | 1 de septiembre de 2022 | Descarga digital, Streaming | Sony Music México | [ 1 ] |
| México | 3 de septiembre de 2022 | CD                          | Sony Music México | [ 1 ] |